# Клептократія
Клептокра́тія (з грец. κλέπτειν — красти, грец. κράτος — влада) — публіцистичний термін, яким позначають владу крадіїв, систему влади в умовах якої корупція та фінансові зловживання державних чиновників та політиків стають одним з основних стрижнів життя суспільства.
Клептократія — це швидше ідеологічне кліше, що позначає такий політичний режим, при якому основні державні рішення мотивовані, в першу чергу, безпосередньою матеріальною зацікавленістю вузької групи осіб, які ці рішення приймають.
Для клептократії характерна корупція, лобізм та нехтування виконанням довгострокових цілей.
Термін є публіцистичним, а не науковим, але завдяки гостроті отримав деяке поширення.

## Вплив
Наслідки клептократичного режиму або уряду для народу, як правило, несприятливі стосовно успіхів держави в економіці, політичних справах і цивільному праві. Клептократія в уряді часто зменшує перспективи залучення іноземних інвестицій й різко послаблює внутрішній ринок і міжнародну торгівлю. Оскільки клептократія привласнює гроші громадян шляхом зловживання коштами, отриманими від сплати податків, або зі схем відмивання грошей, клептократично структурована політична система призводить до погіршення рівня життя практично кожного громадянина.
Крім того, гроші, що крадуться клептократами, часто беруться з коштів, які призначалися для суспільних благ, таких, як будівництво лікарень, шкіл, доріг, парків тощо, що ще більше погіршує якість життя громадян, які живуть при клептократії. Квазіолігархія, що виходить з клептократичної еліти, також підриває демократію (або будь-який інший політичний режим, в якому начебто перебуває держава).

## Приклади

### РейтингТрансперенсі Інтернешнл
На початку 2004 року розташована в Німеччині антикорупційна неурядова організація Трансперенсі Інтернешнл опублікувала список, в якому представлено, на її думку, десять найбільш самозбагачених політиків за останні роки.
За величиною вкраденої суми (в USD і UAH), такі:
1. Колишній індонезійський президент Хаджі Мохамед Сухарто ($ 15-35 млрд)
2. Колишній філіппінський президент Маркос Фердинанд ($ 5—10 млрд)
3. Колишній заїрський президент Мобуту Сесе Секо ($ 5 млрд)
4. Колишній нігерійський президент Сани Абача ($ 2—5 млрд)
5. Колишній югославський президент Слободан Мілошевич ($ 1 млрд)
6. Колишній гаїтянський президент Жан-Клод Дювальє ($ 300—800 млн)
7. Колишній перуанський президент Альберто Фухіморі ($ 600 млн)
8. Колишній український прем'єр-міністр Павло Лазаренко ($ 114—200 млн)
9. Колишній нікарагуанського президента Арнольд Алемана ($ 100 млн)
10. Колишній філіппінський президент Джозеф Естрада ($ 78—80 млн)

За оцінками незалежної експертної доповіді до клептократії відносять також нинішнього президента РФ Володимира Путіна і його оточення, а також колишнього президента України Віктора Януковича[джерело?].